# Fredrik Theodor Berg
Fredrik Theodor Berg, född den 5 september 1806 i Göteborg, död den 7 maj 1887 i Stockholm, var en svensk läkare och statistiker, far till Rudolf Fredrik Berg, John Berg och Gustaf Berg, farfar till Fredrik Berg, morfars far till Gunnar Arpi samt farfars morfars far till Ivar Arpi.

## Biografi
Berg blev student vid Lunds universitet 1823 och efter avlagda examina 1836 kallad till docent i anatomi där. Han blev medicine doktor 1839, men någon lärarverksamhet vid universitetet kom han dock aldrig att utöva, då Stockholms sjukvårdsanstalter och medicinska högskola lockade honom. Han var först verksam vid Allmänna garnisonssjukhuset och sedan vid Allmänna Barnhuset samt förordnades därjämte att förestå lärarplatser vid Karolinska institutet först i rättsmedicin (1841–1845) och därefter i pediatrik. Under tiden hade han (1842) utnämnts till överläkare vid barnhuset och ledare av den kliniska undervisningen där. Han gjorde långa studieresor i utlandet. Men då han krävde genomgripande reformer av de sanitära anordningarna vid barnhuset kom han i konflikt med styrelsen och tvingades lämna sin befattning. Innan den inlämnade avskedsansökningen hunnit bifallas, hade Berg (1849) kallats till ledamot av Sundhetskollegium. Från detta första skede av hans verksamhet bör, utom den högt skattade ledningen av den pediatriska kliniken, särskilt framhållas hans ganska betydande medicinska författarskap – till exempel Om torsk hos barn (1846), Kliniska föreläsningar i barnsjukdomarne vid allm. barnhuset i Stockholm. I. (1853), Bidrag till Sveriges medicinska topografi och statistik (samma år) – och hans medverkan i grundandet av tidskriften Hygiea, i vilken han bidrog fram till 1885. Han var också vetenskapligt verksam och upptäckte torsksvampen.
Redan vid universitetet hade han haft stort intresse för statistiska undersökningar, och den gren av läkarvetenskapen, åt vilken han därpå företrädesvis ägnade sig, använde sig också av statistiska metoder. Detta bidrog till att upprätthålla hans intresse för statistisk forskning, och när han 1850 blev ledamot av Kungl. Tabellkommissionen blev detta inledningen till en helt ny yrkesverksamhet. År 1853 övertalades han sina nya kollegor att överta den sekreterarbefattningen inom nämnda kommission. Redan 1854 blev inrättandet av ett större statistiskt ämbetsverk aktuellt och Berg blev ledamot av den kommitté, som utarbetade förslag i detta hänseende och företog för kommitténs räkning en studieresa för få kännedom om liknande organisationer i utlandet. År 1858 förordnades han att tills vidare överta chefskapet för den nyinrättade Statistiska centralbyrån och blev, sedan ämbetsverket erhållit en ny organisation, i november 1879 utnämnd till överdirektör och chef för verket, från vilken befattning han dock samma års sista dag erhöll avsked. Från Sundhetskollegium, där Berg nominellt kvarstått såsom medicinalråd, erhöll han 1877 avsked.
Utöver att Berg ägnade mycket stort intresse åt befolkningsstatistiken, blev även en rad nya områden föremål för det statistiska ämbetsverkets undersökningar och bearbetningar, såsom Kungl. Maj:ts befallningshavandes fem årsberättelser, Sveriges jordbruk och boskapsskötsel, sparbankerna, riksdagsmannavalen, den kommunala rösträtten samt kommunernas fattigvård och finanser. Såväl till dessa statistiska serier som till Statistiska centralbyråns tidskrift lämnade Berg omfattande bidrag. Bland dessa alster av hans statistiska författarskap kan nämnas den rikhaltiga volym, som undertiteln Befolkningsstatistik. Ny följd 1851-55. I:1. bildar avslutningen av den gamla tabellkommissionens arbeten eller, om man så vill, inledningen till det nya statistiska ämbetsverkets redogörelser, samt vidare de i Statistisk tidskrift inrymda monografierna om Dödligheten i första lefnadsåret (1869), om den numeriska Proportionen mellan könen (1871) och om Årstidernas inflytande på dödligheten (1879).
Berg blev filosofie hedersdoktor i Uppsala 1877 och hedersdoktor inom juridiska och statsvetenskapliga fakulteten i Köpenhamn 1879. Han blev ledamot av Fysiografiska sällskapet i Lund 1837, av Vetenskapsakademien 1847, av Vetenskaps- och vitterhetssamhället i Göteborg 1849 (hedersledamot 1875) och av Lantbruksakademien 1870 (hedersledamot 1880) samt hedersledamot av Svenska Läkaresällskapet 1879. Dessutom var han ledamot av många för medicin eller statistik verksamma vetenskapliga institutioner i utlandet. Det finns en slags sägen om Fredrik Theodor Berg, som går ut på att det skall finnas minst en professor vid svenska universitet bland varje generation av hans ättlingar. De första fyra generationerna har uppfyllt kriterierna, i följd John Berg (kirurgi), Fredrik Berg (oftalmologi), Gunnar Arpi (kulturgeografi) och Nils O. Berg (patologi), Ulf Berg (kemi) och Gunnar Henriksson (kemi).
Fredrik Theodor Berg är gravsatt på Katarina kyrkogård i Stockholm.